# Chodská Lhota
Chodská Lhota település Csehországban, a Domažlicei járásban. Chodská Lhota Všeruby, Kdyně, Libkov, Loučim és Pocinovice településekkel határos. Lakosainak száma 409 fő (2024. január 1.).

## Népesség
A település lakosságának változását az alábbi diagram mutatja:
| Lakosok száma | 940  | 822  | 811  | 552  | 426  | 375  | 418  | 413  | 407  | 409  |
|               | 1869 | 1890 | 1921 | 1950 | 1980 | 2001 | 2017 | 2019 | 2022 | 2024 |

## Galéria

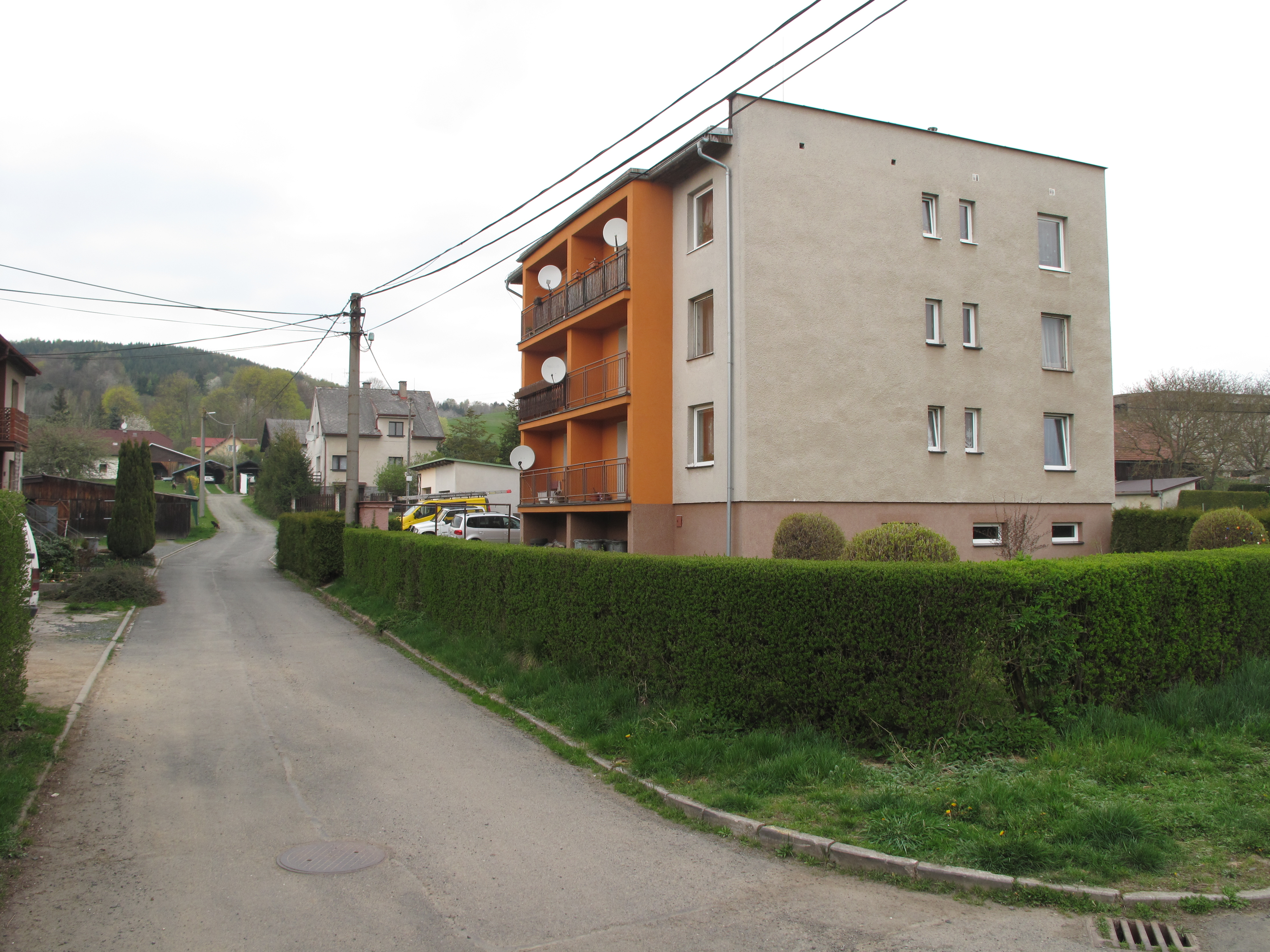
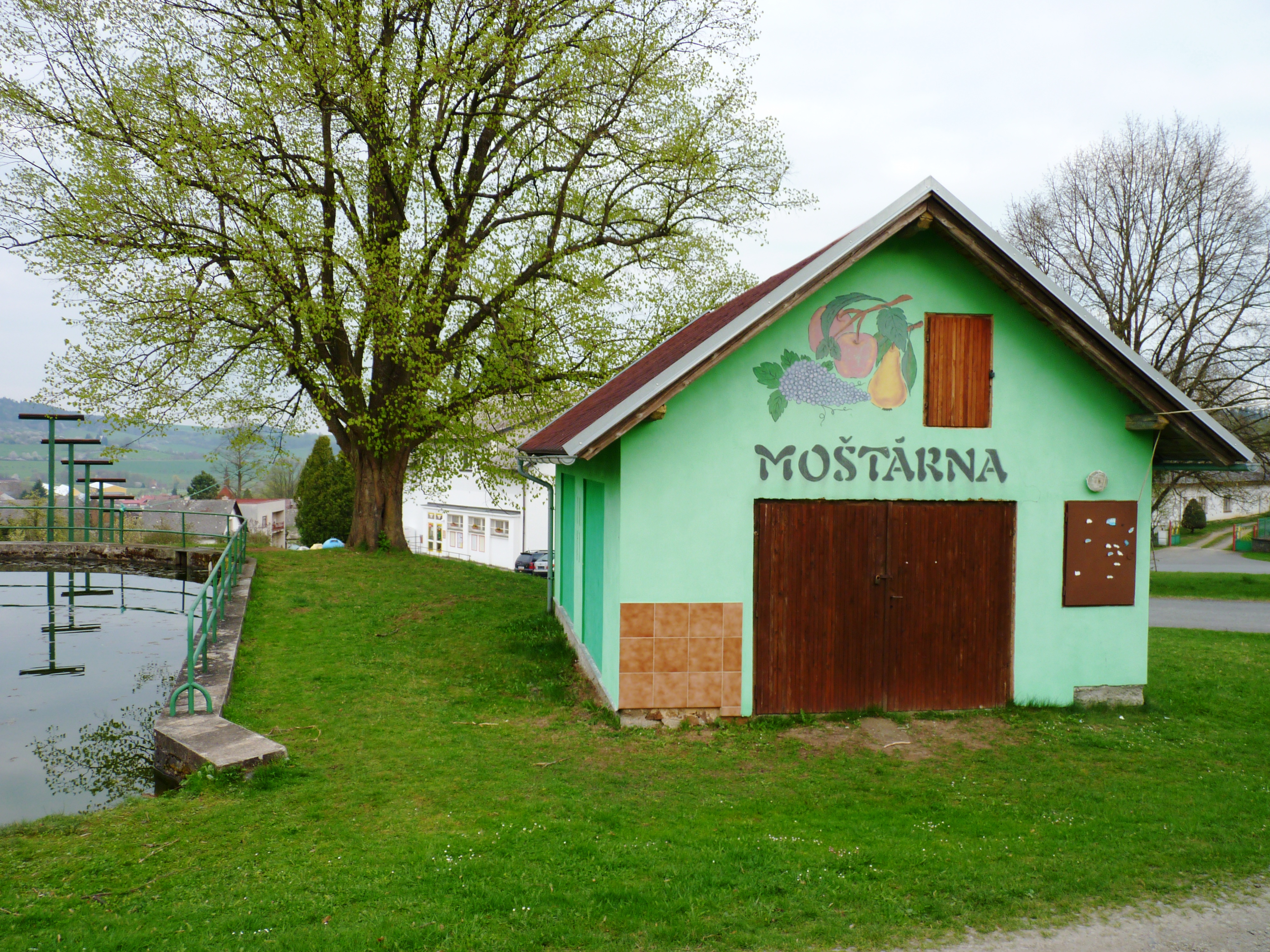
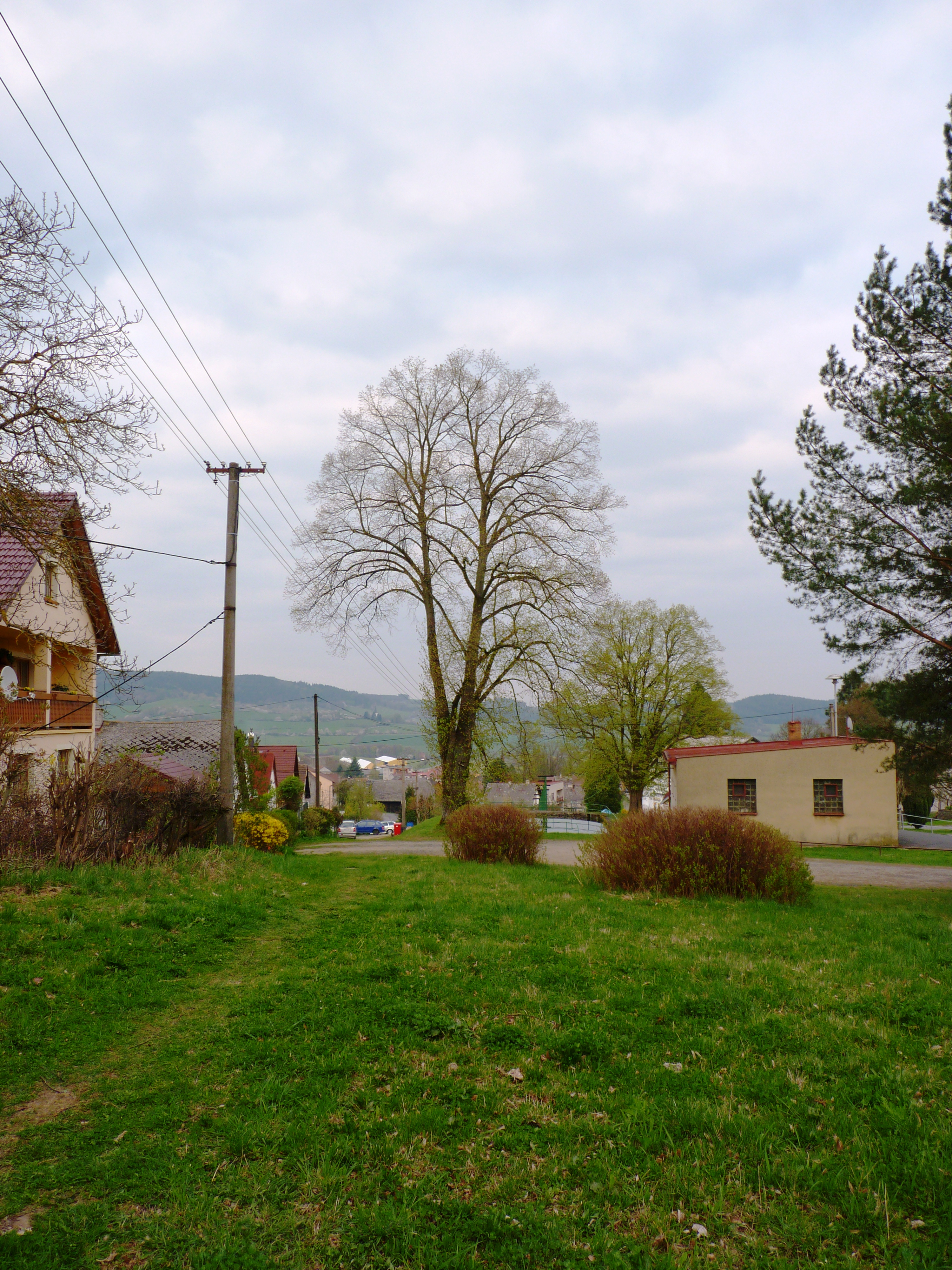